# Erskineville, New South Wales
Erskineville este o suburbie în Sydney, Australia.